# EA Black Box
EA Black Box（前身為Black Box Games）是一家總部位於加拿大卑詩省本那比的電子及電腦遊戲開發商。於1998年由Radical Entertainment的一伙前員工成立。
Black Box在之前曾為世嘉、Midway Games及美商藝電等遊戲發行商開發遊戲。2002年6月，Black Box正式被收購，收購後由EA Canada全權擁有Black Box公司。該工作室以製作極速快感系列及Skate系列聞名。尤其是極速快感系列，該系列最經典的一款遊戲《極速快感：全民公敵》就是出自於其工作室之手。
2008年12月19日，EA Black Box宣佈將會停止並關閉它們於溫哥華的工作室，並且會將工作室搬遷至EA Canada為於本那比的設施中；此舉是為配合美商藝電的全球合併鞏固計畫。
由於2008年推出的《極速快感：臥底風雲》和2011年推出的《極速快感：亡命天涯》在口碑和銷量上都非常失敗，因此，EA在2012年決定由Criterion Games取代EA Black Box成為极品飞车系列的開發商。而《極速快感：亡命天涯》也成為EA Black Box工作室製作的最後一款遊戲。
2012年7月，EA Black Box工作室正式更名為Quicklime Games，而在經過一系列的重組過後於2013年4月正式關閉。
在工作室關閉之後，一些員工參與了由育碧推出的競速遊戲《飆酷車神》的開發。

## 遊戲開發年表
2000年：
- NHL 2K（Dreamcast）
- NASCAR 2001（PlayStation）

2001年：
- NHL Hitz 20-02（GameCube、PlayStation 2、Xbox）

2002年：
- Sega Soccer Slam（GameCube、PlayStation 2、Xbox）
- NHL Hitz 20-03（GameCube、PlayStation 2、Xbox）
- 《极品飞车：闪电追踪2》（Need for Speed: Hot Pursuit 2）（Playstation 2）

2003年：
- NHL 2004（GameCube、PlayStation 2、Xbox）
- 《極速快感：飆風再起》（Need for Speed: Underground）（GameCube、PlayStation 2、Windows、Xbox）

2004年：
- NHL 2005（GameCube、PlayStation 2、Xbox）
- 《极品飞车：地下车会2》（Need for Speed: Underground 2）（GameCube、PlayStation 2、Xbox）

2005年：
- 《極速快感：全民公敵》（Need for Speed: Most Wanted）（PlayStation 2、Windows、Xbox、Xbox 360）

2006年：
- 《極速快感：玩命山道》（Need for Speed: Carbon）（Macintosh、PlayStation 2、PlayStation 3、Wii、Windows、Xbox、Xbox 360）

2007年：
- Skate（PlayStation 3、Xbox 360）
- 《極速快感：職業街頭》（Need for Speed: Pro Street）（PlayStation 2、PlayStation 3、Wii、Windows、Xbox 360）

2008年：
- 《極速快感：臥底風雲》（Need for Speed: Undercover）（PlayStation 2、PlayStation 3、Wii、Windows、Xbox 360）
- Skate It（Wii）

2009年：
- Tap That（Xbox 360 Kinect、Wii、PlayStation 3 Move）
- Skate 2（PlayStation 3、Xbox 360）

2010年：
- Skate 3（PlayStation 3、Xbox 360）
- 《極速快感：世界》（Need for Speed: World）（Windows）

2011年：
- 《極速快感：亡命天涯》（Need for Speed: The Run）（PlayStation 3、Xbox 360、Wii、Nintendo 3DS、Windows）

## 外部連結
- EA Black Box官方網站（页面存档备份，存于）